# 卡松古縣
13°00′S 33°25′E / 13.000°S 33.417°E
卡松古縣（Kasungu District）是馬拉維中部的一個縣，屬於中央區的一部分，該縣北臨姆津巴縣，東鄰恩科塔科塔縣、恩奇西县和多瓦縣，南毗利隆圭縣，西南面是姆欽吉縣，西接贊比亞，面積7,878平方公里，人口480,659。